# Hollandi mártás
A hollandi mártás (sauce hollandaise) tojássárgája, olvasztott vaj és citromlé (vagy fehérbor vagy ecet redukciója) keveréke. Általában sóval és fehér borssal vagy cayenne-i borssal ízesítik. Jól ismert, mint a tojás Benedict tojás egyik fő összetevője, és gyakran tálalják zöldségekkel, például párolt spárgával.

## Története
Az első dokumentált recept – „spárga illatos mártással” – 1651-ből származik La Varenne Le Cuisinier François című könyvéből: „készítsünk mártást jó friss vajból, egy kis ecetből, sóból és szerecsendióból, valamint egy tojássárgájából, hogy a mártást megkötjük; vigyázzunk, hogy ne alvadjon meg.”  Az elnevezés a francia-holland háború alatt alakult ki. La Varenne-nek tulajdonítják, hogy kiadványával kihozta a mártásokat a középkorból, és talán ő találta fel a hollandiai mártást. Újabb elnevezése a Isigny mártás, amely a vajáról híres Isigny-sur-Mer-ről kapta a nevét. A 19. századtól kezdve az Isigny-mártás receptkönyvekben is szerepel. A 19. századra a mártásokat Marie-Antoine Carême négy kategóriába sorolta. Az egyik kategóriája az allemande volt, amely tojás és citromlé felhasználásával készült alaplé alapú mártás. Auguste Escoffier az allemande-ot tojásalapú emulziókkal, konkrétan a majonézzel helyettesítette a francia konyha alapmártásainak felsorolásában. A hollandaise a származékokról szóló fejezetben szerepelt, de az angol fordításban a majonéz mint alapmártás említése kikerült, és helyére a hollandi mártás került. Bár sokan feltételezik, hogy egy igazi hollandiai mártásnak csak az alapvető összetevőket, a tojást, a vajat és a citromot kell tartalmaznia, Prosper Montagne azt javasolta, hogy a béarni mártáshoz hasonlóan fehérboros vagy ecetes redukciót használjanak az íz javítására. Az angol nyelvben a hollandiai mártás (dutch sauce) elnevezés a 19. századig volt elterjedt, de a 20. században nagyrészt kiszorította a hollandi mártás megnevezés.

## Elkészítése
A hollandi mártás elkészítéséhez a felvert tojássárgáját vajjal, citromlével, sóval és vízzel keverik össze, majd óvatosan melegítik, miközben keverik. Egyes receptek a felmelegített tojássárgájához olvasztott vajat adnak; mások szerint a nem olvasztott vajat és a tojássárgáját együtt kell felmelegíteni; megint mások a meleg vajat és a tojást turmixgépben vagy konyhai robotgépben keverik össze. A hőmérséklet szabályozása kritikus, mivel a túlzott hőmérsékleten a tojás kicsapódhat.

## Mártásváltozatok, származékok
- béarni mártás: zöldfűszerekkel (főként tárkonnyal) ízesített hollandi mártás
- au vin blanc mártás: fehérbor és halászlé redukciójával készült hollandi mártás
- bavaroise mártás: tejszínnel, tormával és kakukkfűvel készült hollandi mártás
- crème fleurette mártás: crème fraîche-el készült hollandi mártás
- dijoni mártás, más néven sauce moutarde vagy sauce girondine, dijoni mustárral készült hollandi mártás
- maltaise mártás: fehérített narancshéjjal és vérnarancs levével készült hollandi mártás
- mousseline mártás:, más néven chantilly mártás, tejszínhabbal felvert hollandi mártás
- noisette mártás: olyan hollandi, amely barnított vajjal készül.